# 古皮耶尔 (厄尔省)
古皮耶尔（法語：Goupillières，法語發音：[ɡupijɛʁ] ⓘ）是法国厄尔省的一个旧市镇，属于贝尔奈区。2018年，古皮耶尔与市镇勒蒂约勒奥通合并为新市镇古皮勒奥通，古皮耶尔为新市镇行政中心所在地。

## 地理
古皮耶尔（49°7'40"N, 0°45'54"E）面积10.12 平方千米，位于法国诺曼底大区厄尔省，该省份为法国北部内陆省份，北起滨海塞纳省，西接奧恩省和卡爾瓦多斯省，南至厄尔-卢瓦省，东临瓦兹省、瓦兹河谷省和伊夫林省。
与古皮耶尔接壤的市镇（或旧市镇、城区）包括：博蒙泰勒、洛奈、纳桑德尔、佩里耶拉康帕涅。

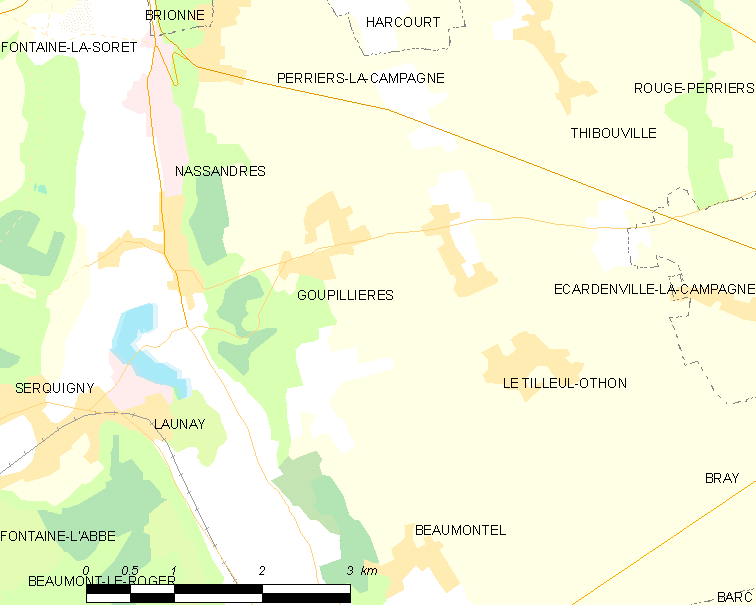
的OSM定位图

古皮耶尔的时区为UTC+01:00、UTC+02:00（夏令时）。

## 行政
古皮耶尔的邮政编码为27170，INSEE市镇编码为27290。

## 政治
古皮耶尔所属的省级选区为布里奥讷县。

## 人口

1962-2008年间人口变化图示

古皮耶尔于2018年1月1日时的人口数量为893人。